# Comuna Hum na Sutli, Krapina-Zagorje
Hum na Sutli este o comună în cantonul Krapina-Zagorje, Croația, având o populație de 5.060 de locuitori (2011).

## Demografie
Componența etnică a comunei Hum na Sutli
     Croați (95,73%)
     Sloveni (3,54%)
     Necunoscut (0,26%)
     Neclasificat (0,3%)
Componența confesională a comunei Hum na Sutli
     Catolici (97,49%)
     Fără religie și atei (1,01%)
     Necunoscută (0,97%)
     Alte religii (0,53%)
Conform recensământului din 2011, comuna Hum na Sutli avea 5.060 de locuitori. Din punct de vedere etnic, majoritatea locuitorilor (95,73%) erau croați, cu o minoritate de sloveni (3,54%). Apartenența etnică nu este cunoscută în cazul a 0,26% din locuitori. Din punct de vedere confesional, majoritatea locuitorilor (97,49%) erau catolici, cu o minoritate de persoane fără religie și atei (1,01%). Pentru 0,97% din locuitori nu este cunoscută apartenența confesională.